# Kỳ Vương chiến
Kỳ Vương chiến 棋王戦 ( Kiō-sen) là một trong tám giải đấu tranh danh hiệu lớn của giới Shogi chuyên nghiệp Nhật Bản, được tổ chức bởi Liên đoàn Shogi Nhật Bản và Kyodo News. Giải đấu này được thành lập vào năm 1974 với tư cách là một giải đấu không danh hiệu và được nâng lên giải đấu danh hiệu vào năm 1975, với tiền thân là Giải xác định cao thủ mạnh nhất. Kỳ thủ chiến thắng loạt tranh ngôi 5 ván sẽ giành danh hiệu Kỳ Vương 棋王 ( Kiō).
Kể từ năm 2021, giải đấu được tài trợ bởi tập đoàn Konami và tập đoàn y dược Ōtsuka Pharmaceutical. Do đó, kể từ kỳ 48, tên chính thức của giải đấu là Kỳ Vương chiến - Cúp Konami Group.

## Về nhà tài trợ
Kỳ phổ của Kỳ Vương chiến được xuất bản trên tất cả các tờ báo có hợp đồng với Kyodo News, và các công ty đó cũng thay phiên tổ chức loạt tranh ngôi của Kỳ Vương chiến. Đa số các công ty này là đại diện của các tòa soạn địa phương, và không có công ty nào phát hành báo tại Tokyo. Trước đây, độc giả vẫn có thể tìm đọc kỳ phổ Kỳ Vương chiến qua tuần san "Sự thật". Ban đầu, các giải đấu được giới thiệu trên các tờ báo địa phương (còn gọi là "báo huyện"), chia làm 2 giải đấu: Giải xác định cao thủ mạnh nhất (dành cho các kỳ thủ hạng B trở lên) và Giải giao lưu kỳ thủ lâu năm và kỳ thủ mới (dành cho các kỳ thủ hạng C trở xuống và các kỳ thủ Tam đẳng), đều được Kyodo News tài trợ. Giải xác định cao thủ mạnh nhất trở thành Kỳ Vương chiến vào năm 1974 và trở thành một giải tranh danh hiệu chính thức vào năm 1975 sau đó. Giải giao lưu kỳ thủ lâu năm và kỳ thủ mới trở thành Danh Kỳ chiến và là vòng loại của Kỳ Vương chiến. Danh Kỳ chiến được sáp nhập vào Kỳ Vương chiến trong mùa giải 1981, và Thiên Vương chiến được sáp nhập vào năm 1993, chuyển đổi thể thức của Kỳ Vương chiến thành thể thức hiện tại.

## Thể thức
Khiêu chiến giả được xác định qua vòng Sơ loại - vòng Xác định Khiêu chiến giả - vòng Tái sinh và loạt Xác định Khiêu chiến giả. Khiêu chiến giả sẽ đấu một loạt 5 ván với đương kim Kỳ Vương, kỳ thủ nào thắng 3 ván trước sẽ trở thành Kỳ Vương mới.
Tất cả các ván đấu của Kỳ Vương chiến, từ vòng Sơ loại đến loạt tranh ngôi đều có 4 tiếng thời gian (trước năm 1987 là 5 tiếng) cho mỗi bên, đấu trong 1 ngày.

### Vòng Sơ loại
Các kỳ thủ không thuộc diện hạt giống ở hạng B2 Thuận Vị chiến trở xuống cùng 1 Nữ lưu kỳ sĩ và Danh Nhân nghiệp dư sẽ đấu loại trực tiếp để xác định 8 kỳ thủ tiến vào vòng Xác định Khiêu chiến giả. Trước đây, 8 kỳ thủ này được xác định thông qua Danh Kỳ chiến.
Ở kỳ 48, Satomi Kana Nữ lưu Ngũ quán đã tiến đến vòng Xác định Khiêu chiến giả. Tuy nhiên, chưa từng có Danh Nhân nghiệp dư nào làm được điều tương tự. Komaki Tsuyoshi Danh Nhân nghiệp dư từng tiến đến vòng bán kết của vòng Sơ loại và dừng chân ở đó.
Kể từ tháng 2 năm 2021, kỳ thủ Nữ lưu hoặc nghiệp dư tiến đến tứ kết của vòng Xác định Khiêu chiến giả sẽ được quyền làm bài kiểm tra để lên chuyên.
Thời gian cho mỗi bên ở vòng sơ loại là 4 tiếng, được tính theo thể thức đếm giây cho đến kỳ 48 và sẽ tính theo thể thức đồng hồ cờ vua từ kỳ 49.

### Vòng Xác định Khiêu chiến giả
Khoảng hơn 30 kỳ thủ bao gồm các kỳ thủ hạt giống và 8 kỳ thủ từ vòng Sơ loại thứ Nhất sẽ thi đấu để xác định Khiêu chiến giả. Các kỳ thủ hạt giống bao gồm:
- Kỳ thủ tiến đến top 4 của vòng Xác định Khiêu chiến giả kỳ trước (bao gồm Kỳ Vương kỳ trước nếu thua loạt tranh ngôi)
- Kỳ thủ sở hữu danh hiệu
- Kỳ thủ ở hạng B1 Thuận Vị chiến trở lên

Các kỳ thủ từ vòng Sơ loại sẽ vào thẳng vòng 2, các kỳ thủ ở top 4 của kỳ trước vào thẳng vòng 3.

#### Từ Bán kết đến loạt 2 ván Xác định Khiêu chiến giả
1 kỳ thủ sẽ toàn thắng vượt qua vòng Xác định Khiêu chiến giả (nhánh thắng) và vào loạt Xác định Khiêu chiến giả. Từ vòng bán kết (nhánh thắng) trở đi, Kỳ Vương chiến sử dụng thể thức nhánh thắng - nhánh thua (loại kép).
- Nhánh thua: 2 kỳ thủ thua bán kết nhánh thắng cùng 1 kỳ thủ thua chung kết nhánh thắng thi đấu xác định 1 kỳ thủ còn lại tiến vào loạt Xác định Khiêu chiến giả. Từ kỳ 17 trở về trước, bắt đầu thi đấu thể thức nhánh thắng - nhánh thua từ vòng Tứ kết.
  - Vòng 1: 2 kỳ thủ thua bán kết nhánh thắng đấu với nhau
  - Chung kết: Kỳ thủ thua chung kết nhánh thắng đấu với kỳ thủ vượt qua vòng 1
- Loạt 2 ván Xác định Khiêu chiến giả: Kỳ thủ chiến thắng nhánh thắng cùng kỳ thủ vượt qua nhánh thua sẽ đấu một loạt 2 ván đặc biệt để xác định Khiêu chiến giả. Kỳ thủ nhánh thua chỉ được đấu ván 2 nếu thắng ván 1. Lượt đi của cả 2 ván được xác định bằng Furigoma. Điều kiện để mỗi kỳ thủ giành quyền khiêu chiến như sau:
  - Kỳ thủ nhánh thắng: Chỉ cần thắng 1 ván để giành quyền khiêu chiến.
  - Kỳ thủ nhánh thua: Phải thắng cả 2 ván để giành quyền khiêu chiến.

#### Đặc quyền dành cho kỳ thủ hết thời gian ở Free Class
Nếu kỳ thủ tiến đến top 4 của vòng Xác định Khiêu chiến giả đã hết thời gian ở Free Class, dù kỳ thủ không được tham gia các giải đấu khác nữa nhưng vẫn được tham gia Kỳ Vương chiến kỳ sau mà không phải giải nghệ.

### Loạt tranh ngôi 5 ván
Khiêu chiến giả thi đấu một loạt 5 ván với đương kim Kỳ Vương, kỳ thủ nào chiến thắng 3 ván trước sẽ trở thành Kỳ Vương mới. Loạt tranh ngôi được tổ chức tại các quán trọ và các địa điểm khác trên khắp cả nước, tuy nhiên vẫn có thể tổ chức tại Hội quán Shogi Tokyo hoặc Ōsaka như vòng sơ loại. Đồng thời, trong mỗi loạt tranh ngôi sẽ có 1 ván được tài trợ bởi nhật báo Hokkoku (thông thường là ván 2, trong năm 2019 là ván 1), ván này sẽ được tổ chức tại trụ sở của nhật báo.
Loạt tranh ngôi được kênh Shogi của nhà đài Abema phát sóng trực tiếp. Cho đến năm 2020 nhà đài Niconico cũng phát sóng loạt tranh ngôi Kỳ Vương.

### Sự thay đổi thể thức qua các kỳ
| Kỳ          | Loạt tranh ngôi   | Loạt tranh ngôi                                                                 | Vòng Xác định Khiêu chiến giả                                                                                     | Vòng Xác định Khiêu chiến giả | Vòng Xác định Khiêu chiến giả | Vòng Xác định Khiêu chiến giả | Vòng Sơ loại       | Vòng Sơ loại             | Vòng Sơ loại                                                                  |
| Kỳ          | Thời gian mỗi bên | Thể thức                                                                        | Loạt Xác định Khiêu chiến giả                                                                                     | Thời gian mỗi bên             | Kỳ thủ tham gia nhánh thua    | Hạt giống | Số kỳ thủ vượt qua | Thời gian mỗi bên        | Điều kiện tham gia                                                            |
| ----------- | ----------------- | ------------------------------------------------------------------------------- | --- | ----------------------------- | ----------------------------- | --- | ------------------ | ------------------------ | ----------------------------------------------------------------------------- |
| Lần 1       | 5 tiếng           | 3 ván thắng 2                                                                   | Cả 2 kỳ thủ tiến vào loạt tranh ngôi                                                                              | Không rõ                      | Từ top 16 trở lên             | - Danh Nhân và Thập Đẳng (tham gia từ vòng 2) - 24 kỳ thủ từ hạng B1 trở lên                                                      | 4 kỳ thủ           | Không rõ                 | Ở hạng B2 trở xuống (tham gia Danh Kỳ chiến)                                  |
| Kỳ 1        | 5 tiếng           | Đấu vòng tròn 3 người: - Kỳ Vương lần 1 - 2 kỳ thủ chiến thắng nhánh thắng/thua | Cả 2 kỳ thủ tiến vào loạt tranh ngôi                                                                              | 5 tiếng                       | Từ top 8 trở lên              | - Danh Nhân và các kỳ thủ từ hạng B1 trở lên - Top 8 kỳ trước                                                                     | 8 kỳ thủ           | 5 tiếng                  | Ở hạng B2 trở xuống (tham gia Danh Kỳ chiến)                                  |
| 2-6         | 5 tiếng           | 5 ván thắng 3                                                                   | Đấu 1 ván | 5 tiếng                       | Từ top 8 trở lên              | - Danh Nhân và các kỳ thủ từ hạng B1 trở lên - Top 8 kỳ trước                                                                     | 8 kỳ thủ           | 5 tiếng                  | Ở hạng B2 trở xuống (tham gia Danh Kỳ chiến)                                  |
| 7-9         | 5 tiếng           | 5 ván thắng 3                                                                   | Đấu 1 ván | 4 tiếng                       | Từ top 8 trở lên              | - Danh Nhân và các kỳ thủ từ hạng B1 trở lên - Top 8 kỳ trước                                                                     | 8 kỳ thủ           | 4 tiếng                  | Ở hạng B2 trở xuống                                                           |
| 10-16       | 5 tiếng           | 5 ván thắng 3                                                                   | Đấu 1 ván | 4 tiếng                       | Từ top 8 trở lên              | - Danh Nhân và các kỳ thủ từ hạng B1 trở lên - Top 8 kỳ trước - Kỳ thủ sở hữu danh hiệu                                           | 8 kỳ thủ           | 4 tiếng                  | Ở hạng B2 trở xuống                                                           |
| 17          | 4 tiếng           | 5 ván thắng 3                                                                   | Đấu 1 ván | 4 tiếng                       | Từ top 8 trở lên              | - Danh Nhân và các kỳ thủ từ hạng B1 trở lên - Top 8 kỳ trước - Kỳ thủ sở hữu danh hiệu                                           | 8 kỳ thủ           | 4 tiếng                  | Ở hạng B2 trở xuống                                                           |
| 18-19       | 4 tiếng           | 5 ván thắng 3                                                                   | Loạt 2 ván đặc biệt: - Kỳ thủ vượt qua nhánh thắng: Cần thắng 1 ván - Kỳ thủ vượt qua nhánh thua: Cần thắng 2 ván | 4 tiếng                       | Từ top 4 trở lên              | - Top 4 kỳ trước (tham gia từ vòng 3) - Các kỳ thủ ở hạng B1 trở lên - Kỳ thủ sở hữu danh hiệu - Kỳ thủ sở hữu danh hiệu Vĩnh thế | 8 kỳ thủ           | 4 tiếng                  | Ở hạng B2 trở xuống                                                           |
| 20-48       | 4 tiếng           | 5 ván thắng 3                                                                   | Loạt 2 ván đặc biệt: - Kỳ thủ vượt qua nhánh thắng: Cần thắng 1 ván - Kỳ thủ vượt qua nhánh thua: Cần thắng 2 ván | 4 tiếng                       | Từ top 4 trở lên              | - Top 4 kỳ trước (tham gia từ vòng 3) - Các kỳ thủ ở hạng B1 trở lên - Kỳ thủ sở hữu danh hiệu - Kỳ thủ sở hữu danh hiệu Vĩnh thế | 8 kỳ thủ           | 4 tiếng                  | - Ở hạng B2 trở xuống - Nữ lưu Danh Nhân - Danh Nhân nghiệp dư                |
| 49-hiện tại | 4 tiếng           | 5 ván thắng 3                                                                   | Loạt 2 ván đặc biệt: - Kỳ thủ vượt qua nhánh thắng: Cần thắng 1 ván - Kỳ thủ vượt qua nhánh thua: Cần thắng 2 ván | 4 tiếng                       | Từ top 4 trở lên              | - Top 4 kỳ trước (tham gia từ vòng 3) - Các kỳ thủ ở hạng B1 trở lên - Kỳ thủ sở hữu danh hiệu                                    | 8 kỳ thủ           | 4 tiếng (đồng hồ cờ vua) | - Ở hạng B2 trở xuống - 1 Nữ lưu kỳ sĩ sở hữu danh hiệu - Danh Nhân nghiệp dư |

- Từ kỳ 17 trở về trước, thể thức của nhánh thua như sau:
  - 4 kỳ thủ thua tứ kết nhánh thắng đấu loại trực tiếp chọn ra 1 kỳ thủ A
  - 2 kỳ thù thua bán kết nhánh thắng đấu 1 ván chọn ra 1 kỳ thủ B
  - A và B đấu với nhau, kỳ thủ chiến thắng sẽ đấu với kỳ thủ C thua chung kết nhánh thắng để chọn ra kỳ thủ tiến vào ván Xác định Khiêu chiến giả
- Do có sự phản đối về thể thức 1 ván Xác định Khiêu chiến giả (với thể thức nhánh thắng - nhánh thua, kỳ thủ vào trận Xác định Khiêu chiến giả từ nhánh thắng sẽ cần phải thua 2 ván mới có thể bị loại (loại kép), do đó khi áp dụng thể thức nhánh thắng - nhánh thua mà vẫn giữ nguyên thể thức 1 ván Xác định Khiêu chiến giả thì sẽ mất công bằng cho kỳ thủ đi lên từ nhánh thắng), từ kỳ 18 trở về sau, loạt Xác định Khiêu chiến giả trở thành loạt 2 ván (coi như là loạt 3 ván mà kỳ thủ chiến thắng nhánh thắng đã thắng 1 ván).

## Vĩnh thế Kỳ Vương
Danh hiệu Vĩnh thế của giải đấu này là Vĩnh thế Kỳ Vương 永世棋王 ( Eisei Kiō), với điều kiện là giành danh hiệu Kỳ Vương 5 kỳ liên tiếp. Đây là danh hiệu Vĩnh thế duy nhất của Shogi chuyên nghiệp không có điều kiện tổng số kỳ danh hiệu giành được. Thời điểm nhận danh hiệu Vĩnh thế Kỳ Vương cũng tương tự các danh hiệu Vĩnh thế khác - nhận danh hiệu sau khi kỳ thủ giải nghệ. Cho đến nay, chỉ có 2 kỳ thủ chuyên nghiệp đủ điều kiện cho danh hiệu này - Habu Yoshiharu và Watanabe Akira.

## Lịch sử các loạt tranh ngôi
| Kết quả ván đấu（theo góc nhìn của Kỳ Vương/kỳ thủ nhánh thắng） ○: Thắng ●: Thua 千：Lặp lại nước đi 持：Bế tắc Loạt tranh ngôi 5 ván \| Chữ đậm \| Giành danh hiệu Kỳ Vương (chiến thắng loạt tranh ngôi) \| Chữ đậm \| Đạt điều kiện Vĩnh thế Kỳ Vương (chiến thắng loạt tranh ngôi) \| - Đối với Kỳ Vương chiến lần 1, loạt tranh ngôi là loạt 3 ván Loạt 2 ván Xác định Khiêu chiến giả (từ kỳ 18 trở đi) - Kỳ thủ chiến thắng nhánh thắng có lợi thế 1 ván thắng (☆), kỳ thủ chiến thắng nhánh thua cần thắng 2 ván. |                                                        |         |                                                               |
| Chữ đậm | Giành danh hiệu Kỳ Vương (chiến thắng loạt tranh ngôi) | Chữ đậm | Đạt điều kiện Vĩnh thế Kỳ Vương (chiến thắng loạt tranh ngôi) |

### Giải đấu không danh hiệu
| Lần | Mùa giải | Loạt tranh ngôi 3 ván | Loạt tranh ngôi 3 ván | Loạt tranh ngôi 3 ván | Nhánh thua     | Nhánh thua     | Danh Kỳ chiến | Danh Kỳ chiến | Danh Kỳ chiến |
| Lần | Mùa giải | Nhánh thắng           | Kết quả               | Nhánh thua            | Thua chung kết | Thua bán kết   | Lần           | Vô địch       | Về nhì        |
| --- | -------- | --------------------- | --------------------- | --------------------- | -------------- | -------------- | ------------- | ------------- | ------------- |
| 1   | 1974     | Naitō Kunio           | ○●○                   | Sekine Shigeru        | Ōuchi Nobuyuki | Ōyama Yasuharu | 1             | Tanaka Kaishū | Katō Hiroji   |

### Kỳ 1-17
Vòng Chung kết kỳ 1
| Kỳ thủ             | Kỳ thủ              | Naitō | Takashima | Ōuchi | Hiệu số | Playoff                      |
| ------------------ | ------------------- | ----- | --------- | ----- | ------- | ---------------------------- |
| Kỳ Vương lần 1     | Naitō Kunio         | ――    | ○/○       | 千○/● | 3 - 1   | Naitō Kunio●-○Ōuchi Nobuyuki |
| Kỳ thủ nhánh thắng | Takashima Hiromitsu | ●/●   | ――        | ●/●   | 0 - 4   | Naitō Kunio●-○Ōuchi Nobuyuki |
| Kỳ thủ nhánh thua  | Ōuchi Nobuyuki      | 千●/○ | ○/○       | ――    | 3 - 1   | Naitō Kunio●-○Ōuchi Nobuyuki |

| 1  | 1975 | Kỳ Vương lần 1 Naitō Kunio | Bảng đấu đã nêu ở trên | Takashima Hiromitsu | Takashima Hiromitsu | -    | Ōuchi Nobuyuki      | Manabe Kazuo★       | Ōyama Yasuharu    | 2                                              | Ishida Kazuo                                   | Hashimoto Sanji                                |
| 1  | 1975 | Kỳ Vương lần 1 Naitō Kunio | Bảng đấu đã nêu ở trên | Ōuchi Nobuyuki      | Takashima Hiromitsu | -    | Ōuchi Nobuyuki      | Manabe Kazuo★       | Ōyama Yasuharu    | 2                                              | Ishida Kazuo                                   | Hashimoto Sanji                                |
| 2  | 1976 | Ōuchi Nobuyuki             | ●●●－－                | Katō Hifumi         | Katō Hifumi         | ○｜● | Nakahara Makoto     | Mori Keiji★         | Manabe Kazuo      | 3                                              | Wakamatsu Masakazu                             | Aono Teruichi                                  |
| 3  | 1977 | Katō Hifumi                | ○○○－－                | Nakahara Makoto     | Nakahara Makoto     | ○｜● | Kiriyama Kiyozumi★  | Moriyasu Hidemitsu  | Futakami Tatsuya  | 4                                              | Satō Daigorō                                   | Satō Yoshinori                                 |
| 4  | 1978 | Katō Hifumi                | ●●○○●                  | Yonenaga Kunio      | Yonenaga Kunio      | ○｜● | Kiriyama Kiyozumi★  | Futakami Tatsuya    | Ariyoshi Michio   | 5                                              | Aono Teruichi                                  | Nishimura Kazuyoshi                            |
| 5  | 1979 | Yonenaga Kunio             | ●○●●－                 | Nakahara Makoto     | Nakahara Makoto     | ○｜● | Naitō Kunio★        | Futakami Tatsuya    | Kiriyama Kiyozumi | 6                                              | Tanigawa Kōji                                  | Aono Teruichi                                  |
| 6  | 1980 | Nakahara Makoto            | ●●○●－                 | Yonenaga Kunio      | Yonenaga Kunio      | ○｜● | Ōyama Yasuharu      | Moriyasu Hidemitsu★ | Ono Shūichi       | 7                                              | Kitamura Masao                                 | Fukusaki Bungo                                 |
| 7  | 1981 | Yonenaga Kunio             | ○●○●○                  | Moriyasu Hidemitsu  | Itaya Susumu        | ●｜○ | Moriyasu Hidemitsu★ | Ōyama Yasuharu      | Manabe Kazuo      | (Sáp nhập vào Kỳ Vương chiến từ mùa giải 1981) | (Sáp nhập vào Kỳ Vương chiến từ mùa giải 1981) | (Sáp nhập vào Kỳ Vương chiến từ mùa giải 1981) |
| 8  | 1982 | Yonenaga Kunio             | ○○○－－                | Ōyama Yasuharu      | Ōyama Yasuharu      | ○｜● | Nakahara Makoto     | Moriyasu Hidemitsu★ | Mori Keiji        | (Sáp nhập vào Kỳ Vương chiến từ mùa giải 1981) | (Sáp nhập vào Kỳ Vương chiến từ mùa giải 1981) | (Sáp nhập vào Kỳ Vương chiến từ mùa giải 1981) |
| 9  | 1983 | Yonenaga Kunio             | ○●○○－                 | Moriyasu Hidemitsu  | Moriyasu Hidemitsu  | ○｜● | Itaya Susumu        | Manabe Kazuo★       | Nakahara Makoto   | (Sáp nhập vào Kỳ Vương chiến từ mùa giải 1981) | (Sáp nhập vào Kỳ Vương chiến từ mùa giải 1981) | (Sáp nhập vào Kỳ Vương chiến từ mùa giải 1981) |
| 10 | 1984 | Yonenaga Kunio             | ○●●●－                 | Kiriyama Kiyozumi   | Kiriyama Kiyozumi   | ○｜● | Tanaka Torahiko     | Manabe Kazuo★       | Ariyoshi Michio   | (Sáp nhập vào Kỳ Vương chiến từ mùa giải 1981) | (Sáp nhập vào Kỳ Vương chiến từ mùa giải 1981) | (Sáp nhập vào Kỳ Vương chiến từ mùa giải 1981) |
| 11 | 1985 | Kiriyama Kiyozumi          | ●●●－－                | Tanigawa Kōji       | Tanigawa Kōji       | ○｜● | Katsuura Osamu      | Ariyoshi Michio★    | Kobayashi Kenji   | (Sáp nhập vào Kỳ Vương chiến từ mùa giải 1981) | (Sáp nhập vào Kỳ Vương chiến từ mùa giải 1981) | (Sáp nhập vào Kỳ Vương chiến từ mùa giải 1981) |
| 12 | 1986 | Tanigawa Kōji              | ●○●●－                 | Takahashi Michio    | Takahashi Michio    | ○｜● | Manabe Kazuo        | Itaya Susumu★       | Nakahara Makoto   | (Sáp nhập vào Kỳ Vương chiến từ mùa giải 1981) | (Sáp nhập vào Kỳ Vương chiến từ mùa giải 1981) | (Sáp nhập vào Kỳ Vương chiến từ mùa giải 1981) |
| 13 | 1987 | Takahashi Michio           | ●●持○○●                | Tanigawa Kōji       | Tanigawa Kōji       | ○｜● | Ōyama Yasuharu      | Nakahara Makoto★    | Waki Kenji        | (Sáp nhập vào Kỳ Vương chiến từ mùa giải 1981) | (Sáp nhập vào Kỳ Vương chiến từ mùa giải 1981) | (Sáp nhập vào Kỳ Vương chiến từ mùa giải 1981) |
| 14 | 1988 | Tanigawa Kōji              | ○○●●●                  | Minami Yoshikazu    | Tanaka Torahiko     | ●｜○ | Minami Yoshikazu    | Habu Yoshiharu★     | Kobayashi Kenji   | (Sáp nhập vào Kỳ Vương chiến từ mùa giải 1981) | (Sáp nhập vào Kỳ Vương chiến từ mùa giải 1981) | (Sáp nhập vào Kỳ Vương chiến từ mùa giải 1981) |
| 15 | 1989 | Minami Yoshikazu           | ○○○－－                | Ōyama Yasuharu      | Ōyama Yasuharu      | ○｜● | Tamaru Noboru       | Habu Yoshiharu★     | Yonenaga Kunio    | (Sáp nhập vào Kỳ Vương chiến từ mùa giải 1981) | (Sáp nhập vào Kỳ Vương chiến từ mùa giải 1981) | (Sáp nhập vào Kỳ Vương chiến từ mùa giải 1981) |
| 16 | 1990 | Minami Yoshikazu           | ●●○●－                 | Habu Yoshiharu      | Habu Yoshiharu      | ○｜● | Kobayashi Kenji★    | Takahashi Michio    | Nakahara Makoto   | (Sáp nhập vào Kỳ Vương chiến từ mùa giải 1981) | (Sáp nhập vào Kỳ Vương chiến từ mùa giải 1981) | (Sáp nhập vào Kỳ Vương chiến từ mùa giải 1981) |
| 17 | 1991 | Habu Yoshiharu             | ●○○○－                 | Minami Yoshikazu    | Morishita Taku      | ●｜○ | Minami Yoshikazu★   | Tanigawa Kōji       | Takahashi Michio  | (Sáp nhập vào Kỳ Vương chiến từ mùa giải 1981) | (Sáp nhập vào Kỳ Vương chiến từ mùa giải 1981) | (Sáp nhập vào Kỳ Vương chiến từ mùa giải 1981) |

### Kỳ 18 - hiện tại
※Dấu ☆ tương đương với lợi thế 1 ván thắng của kỳ thủ nhánh thắng trong loạt 2 ván Xác định Khiêu chiến giả
| Kỳ | Mùa giải | Loạt tranh ngôi 5 ván | Loạt tranh ngôi 5 ván | Loạt tranh ngôi 5 ván |                                     | Vòng Xác định Khiêu chiến giả（Top 4） (★: Kỳ thủ thua chung kết nhánh thắng) | Vòng Xác định Khiêu chiến giả（Top 4） (★: Kỳ thủ thua chung kết nhánh thắng) | Vòng Xác định Khiêu chiến giả（Top 4） (★: Kỳ thủ thua chung kết nhánh thắng) | Vòng Xác định Khiêu chiến giả（Top 4） (★: Kỳ thủ thua chung kết nhánh thắng) | Vòng Xác định Khiêu chiến giả（Top 4） (★: Kỳ thủ thua chung kết nhánh thắng) |
| Kỳ | Mùa giải | Loạt tranh ngôi 5 ván | Loạt tranh ngôi 5 ván | Loạt tranh ngôi 5 ván | Loạt 2 ván Xác định Khiêu chiến giả | Loạt 2 ván Xác định Khiêu chiến giả                                           | Loạt 2 ván Xác định Khiêu chiến giả                                           | Nhánh thua                                                                    | Nhánh thua                                                                    |                                                                               |
| Kỳ | Mùa giải | Kỳ Vương              | Kết quả               | Khiêu chiến giả       | Kỳ thủ nhánh thắng                  | Kết quả                                                                       | Kỳ thủ nhánh thua                                                             | Thua chung kết                                                                | Thua vòng 1                                                                   |                                                                               |
| -- | -------- | --------------------- | --------------------- | --------------------- | ----------------------------------- | ----------------------------------------------------------------------------- | ----------------------------------------------------------------------------- | ----------------------------------------------------------------------------- | ----------------------------------------------------------------------------- | ----------------------------------------------------------------------------- |
| 18 | 1992     | Habu Yoshiharu        | 千●○●○○               | Tanigawa Kōji         | Tanigawa Kōji                       | ☆○－                                                                          | Satō Yasumitsu                                                                | Nakahara Makoto★                                                              | Minami Yoshikazu                                                              |                                                                               |
| 19 | 1993     | Habu Yoshiharu        | ○○○－－               | Minami Yoshikazu      | Minami Yoshikazu                    | ☆○－                                                                          | Satō Yasumitsu                                                                | Nakahara Makoto★                                                              | Tanigawa Kōji                                                                 |                                                                               |
| 20 | 1994     | Habu Yoshiharu        | ○○○－－               | Morishita Taku        | Morishita Taku                      | ☆○－                                                                          | Murayama Satoshi                                                              | Minami Yoshikazu★                                                             | Maruyama Tadahisa                                                             |                                                                               |
| 21 | 1995     | Habu Yoshiharu        | ○○○－－               | Takahashi Michio      | Takahashi Michio                    | ☆●○                                                                           | Murayama Satoshi★                                                             | Shima Akira                                                                   | Yonenaga Kunio                                                                |                                                                               |
| 22 | 1996     | Habu Yoshiharu        | ○○○－－               | Morishita Taku        | Morishita Taku                      | ☆○－                                                                          | Nakahara Makoto                                                               | Kobayashi Kenji★                                                              | Moriuchi Toshiyuki                                                            |                                                                               |
| 23 | 1997     | Habu Yoshiharu        | ○千○●○－              | Gōda Masataka         | Minami Yoshikazu                    | ☆●●                                                                           | Gōda Masataka★                                                                | Iizuka Hiroki                                                                 | Maruyama Tadahisa                                                             |                                                                               |
| 24 | 1998     | Habu Yoshiharu        | ○○○－－               | Satō Yasumitsu        | Fujii Takeshi                       | ☆●●                                                                           | Satō Yasumitsu                                                                | Kobayashi Kenji★                                                              | Shima Akira                                                                   |                                                                               |
| 25 | 1999     | Habu Yoshiharu        | ○●○○－                | Moriuchi Toshiyuki    | Moriuchi Toshiyuki                  | ☆●○                                                                           | Shima Akira★                                                                  | Satō Yasumitsu                                                                | Fujii Takeshi                                                                 |                                                                               |
| 26 | 2000     | Habu Yoshiharu        | ○○●○－                | Kubo Toshiaki         | Gōda Masataka                       | ☆●●                                                                           | Kubo Toshiaki★                                                                | Maruyama Tadahisa                                                             | Tanigawa Kōji                                                                 |                                                                               |
| 27 | 2001     | Habu Yoshiharu        | ●○○○－                | Satō Yasumitsu        | Satō Yasumitsu                      | ☆●○                                                                           | Gōda Masataka                                                                 | Moriuchi Toshiyuki★                                                           | Kubo Toshiaki                                                                 |                                                                               |
| 28 | 2002     | Habu Yoshiharu        | ○○●●●                 | Maruyama Tadahisa     | Gōda Masataka                       | ☆●●                                                                           | Maruyama Tadahisa                                                             | Tanaka Torahiko★                                                              | Inoue Keita                                                                   |                                                                               |
| 29 | 2003     | Maruyama Tadahisa     | ●○●●－                | Tanigawa Kōji         | Tanigawa Kōji                       | ☆●○                                                                           | Fukaura Kōichi                                                                | Satō Yasumitsu★                                                               | Urano Masahiko                                                                |                                                                               |
| 30 | 2004     | Tanigawa Kōji         | ●●●－－               | Habu Yoshiharu        | Moriuchi Toshiyuki                  | ☆●●                                                                           | Habu Yoshiharu★                                                               | Fujii Takeshi                                                                 | Fukaura Kōichi                                                                |                                                                               |
| 31 | 2005     | Habu Yoshiharu        | ●●○●－                | Moriuchi Toshiyuki    | Moriuchi Toshiyuki                  | ☆○－                                                                          | Gōda Masataka                                                                 | Kubo Toshiaki★                                                                | Morishita Taku                                                                |                                                                               |
| 32 | 2006     | Moriuchi Toshiyuki    | ●○●○●                 | Satō Yasumitsu        | Fukaura Kōichi                      | ☆●●                                                                           | Satō Yasumitsu★                                                               | Habu Yoshiharu                                                                | Abe Takashi                                                                   |                                                                               |
| 33 | 2007     | Satō Yasumitsu        | ●○●○○                 | Habu Yoshiharu        | Habu Yoshiharu                      | ☆○－                                                                          | Abe Takashi                                                                   | Fukaura Kōichi★                                                               | Kimura Kazuki                                                                 |                                                                               |
| 34 | 2008     | Satō Yasumitsu        | ●●○○●                 | Kubo Toshiaki         | Kimura Kazuki                       | ☆●●                                                                           | Kubo Toshiaki★                                                                | Abe Takashi                                                                   | Hashimoto Takanori                                                            |                                                                               |
| 35 | 2009     | Kubo Toshiaki         | ●○●○○                 | Satō Yasumitsu        | Satō Yasumitsu                      | ☆○－                                                                          | Yamasaki Takayuki                                                             | Sugimoto Masataka★                                                            | Hashimoto Takanori                                                            |                                                                               |
| 36 | 2010     | Kubo Toshiaki         | ○●○○－                | Watanabe Akira        | Hirose Akihito                      | ☆●●                                                                           | Watanabe Akira                                                                | Kubota Yoshiyuki★                                                             | Itodani Tetsurō                                                               |                                                                               |
| 37 | 2011     | Kubo Toshiaki         | ○●●●－                | Gōda Masataka         | Gōda Masataka                       | ☆●○                                                                           | Hirose Akihito★                                                               | Itodani Tetsurō                                                               | Nakagawa Daisuke                                                              |                                                                               |
| 38 | 2012     | Gōda Masataka         | ○●●●－                | Watanabe Akira        | Watanabe Akira                      | ☆●○                                                                           | Habu Yoshiharu★                                                               | Hirose Akihito                                                                | Satō Yasumitsu                                                                |                                                                               |
| 39 | 2013     | Watanabe Akira        | ○○○－－               | Miura Hiroyuki        | Miura Hiroyuki                      | ☆●○                                                                           | Nagase Takuya★                                                                | Habu Yoshiharu                                                                | Gōda Masataka                                                                 |                                                                               |
| 40 | 2014     | Watanabe Akira        | ○○○－－               | Habu Yoshiharu        | Habu Yoshiharu                      | ☆○－                                                                          | Fukaura Kōichi                                                                | Satō Yasumitsu★                                                               | Gōda Masataka                                                                 |                                                                               |
| 41 | 2015     | Watanabe Akira        | ○●○○－                | Satō Amahiko          | Satō Yasumitsu                      | ☆●●                                                                           | Satō Amahiko                                                                  | Abe Kenjirō★                                                                  | Hirose Akihito                                                                |                                                                               |
| 42 | 2016     | Watanabe Akira        | ●○●○○                 | Chida Shōta           | Chida Shōta                         | ☆○－                                                                          | Sasaki Yūki★                                                                  | Satō Amahiko                                                                  | Moriuchi Toshiyuki                                                            |                                                                               |
| 43 | 2017     | Watanabe Akira        | ○●○●○                 | Nagase Takuya         | Nagase Takuya                       | ☆●○                                                                           | Kurosawa Reo                                                                  | Miura Hiroyuki★                                                               | Satō Amahiko                                                                  |                                                                               |
| 44 | 2018     | Watanabe Akira        | ○○●○－                | Hirose Akihito        | Hirose Akihito                      | ☆○－                                                                          | Satō Amahiko★                                                                 | Kurosawa Reo                                                                  | Miura Hiroyuki                                                                |                                                                               |
| 45 | 2019     | Watanabe Akira        | ○●○○－                | Honda Kei             | Honda Kei                           | ☆●○                                                                           | Sasaki Daichi                                                                 | Hirose Akihito★                                                               | Maruyama Tadahisa                                                             |                                                                               |
| 46 | 2020     | Watanabe Akira        | ●○○○－                | Itodani Tetsurō       | Hirose Akihito                      | ☆●●                                                                           | Itodani Tetsurō★                                                              | Nagase Takuya                                                                 | Kubo Toshiaki                                                                 |                                                                               |
| 47 | 2021     | Watanabe Akira        | ○○●○－                | Nagase Takuya         | Nagase Takuya                       | ☆○－                                                                          | Gōda Masataka                                                                 | Satō Yasumitsu★                                                               | Toyoshima Masayuki                                                            |                                                                               |
| 48 | 2022     | Watanabe Akira        | ●●○●－                | Fujii Sōta            | Satō Amahiko                        | ☆●●                                                                           | Fujii Sōta                                                                    | Habu Yoshiharu★                                                               | Itō Takumi                                                                    |                                                                               |
| 49 | 2023     | Fujii Sōta            | 持○○○－               | Itō Takumi            | Hirose Akihito                      | ☆●●                                                                           | Itō Takumi                                                                    | Toyoshima Masayuki★                                                           | Honda Kei                                                                     |                                                                               |
| 50 | 2024     | Fujii Sōta            | －－－－－            | Masuda Yasuhiro       |                                     | Masuda Yasuhiro                                                               | ☆○－                                                                          | Saitō Asuto                                                                   | Kondō Seiya★                                                                  | Sawada Shingo                                                                 |

## Thông tin bên lề
- Ở kỳ 1, ván playoff giữa Naitō Kunio và Ōuchi Nobuyuki[13] được tổ chức tại Honolulu, Hawaii, đánh dấu lần đầu tiên một ván Shogi chuyên nghiệp được tổ chức ở nước ngoài.
  - Trước đó, ván được dự định để tổ chức ở Hawaii là ván giữa Naitō và Takashima, tuy nhiên do Takashima phản đối nên ván đấu được đổi thành ván playoff.
  - Ngoài ra, ván 1 trong loạt 5 ván của kỳ 35 cũng được tổ chức tại Thượng Hải, Trung Quốc.
- Danh hiệu Kỳ Vương cũng có nghĩa là "vua cờ", và ở các nước nói tiếng Trung, các nhà vô địch cờ tướng cũng hay được gọi là Kỳ Vương (ở Nhật Bản gọi là Danh Nhân). Ví dụ, cao thủ Hồ Vinh Hoa đã từng có một thời được gọi là Kỳ Vương. Kỳ Vương kỳ 1 Ōuchi Nobuyuki đã chơi cờ tướng ở Đài Loan trong khi đang nghiên cứu về lịch sử Shogi. Ông đã viết rằng mình từng thấy một tấm biển ghi rằng "Danh Nhân Shogi Ōuchi Nobuyuki đến thăm Hàn Quốc" ở Hàn Quốc[14].
- Ở kỳ 7, Moriyasu Hidemitsu Bát đẳng có lần đầu tiên tham gia một ván tranh ngôi. Thời đó, ván 3 trong loạt 5 ván thường được tổ chức ở Niigata, khi đó Harada Yasuo Cửu đẳng, một kỳ thủ đến từ Niigata sẽ làm nhân chứng và bình luận. Harada đã gọi lối đánh của Moriyasu là "Phong cách Daruma", một cái tên ông bất chợt nghĩ ra trong buổi tiệc tối trước ván đấu. Moriyasu rất thích cái tên này và thường xuyên sử dụng nó kể từ đó.
- Ở kỳ 15, Ōyama Yasuharu Thập ngũ thế Danh Nhân đã khiêu chiến thất bại Minami Yoshikazu Kỳ Vương với tỷ số 0-3. Tuy nhiên, Ōyama đã trở thành kỳ thủ già nhất tham gia một loạt tranh ngôi. Ngoài ra, ông chưa bao giờ giành danh hiệu Kỳ Vương.
- Ở kỳ 24, Fujii Takeshi là kỳ thủ nhánh thắng tiến vào loạt 2 ván Xác định Khiêu chiến giả, tuy nhiên ông đã để thua 0-2 trước kỳ thủ nhánh thua Satō Yasumitsu. Trong ván 2 của loạt này, Fujii ban đầu tưởng rằng lượt đi sẽ đảo ngược từ ván 1, tuy nhiên ông đã rất bất ngờ khi thấy lượt đi vẫn được quyết định bằng furigoma.
- Ở kỳ 28, Maruyama Tadahisa đã thắng liền 4 ván để chiến thắng nhánh thua, giành quyền Khiêu chiến và sau đó giành danh hiệu Kỳ Vương. Đây là lần đầu tiên kể từ sau kỳ 18 có một kỳ thủ thua bán kết giành quyền khiêu chiến.
- Ở kỳ 40, Habu Yoshiharu đã giành quyền khiêu chiên Watanabe Akira Kỳ Vương nhưng để thua trắng 0-3. Đây là lần duy nhất Habu khiêu chiến thất bại một danh hiệu với tỷ số như vậy.
- Ở kỳ 45, Honda Kei Tứ đẳng (được thăng lên Ngũ đẳng sau đó) đã giành quyền khiêu chiến, trở thành kỳ thủ đầu tiên giành quyền khiêu chiến tại giải danh hiệu đầu tiên của mình, và cũng là kỳ thủ khiêu chiến danh hiệu Kỳ Vương nhanh nhất chỉ sau 1 năm 4 tháng lên chuyên. Đây cũng là lần đầu tiên một kỳ thủ Tứ đẳng và ở hạng C2 Thuận Vị chiến giành quyền khiêu chiến Kỳ Vương. Tuy vậy, Honda đã không thể giành được danh hiệu.
- Sau lần khiêu chiến của Honda ở trên, các kỳ thủ tham gia lần đầu tiếp tục thi đấu tốt, như Ishikawa Yūta tiến vào top 8 trong kỳ 46, Tomita Seiya tiến vào top 16 và Taniai Hiroki tiến vào top 8 trong kỳ 47.
- Ở kỳ 48, Satomi Kana Nữ lưu Tứ quán đã trở thành kỳ thủ nữ đầu tiên tiến vào vòng Xác định Khiêu chiến giả của một giải danh hiệu chính thức, ngoài ra, với thành tích 10 thắng - 4 thua trong các giải chính thức, cô đã thành công giành quyền làm bài kiểm tra lên chuyên.

## Kỷ lục
Tính đến thời điểm bắt đầu kỳ 49
|                    | Giành danh hiệu                          | Tham gia loạt 5 ván                      | Giành quyền khiêu chiến                            | Tham gia vòng Xác định Khiêu chiến giả   |
| ------------------ | ---------------------------------------- | ---------------------------------------- | -------------------------------------------------- | ---------------------------------------- |
| Nhiều nhất         | Habu Yoshiharu - 13 kỳ                   | Habu Yoshiharu - 17 kỳ                   | Tanigawa Kōji Habu Yoshiharu Satō Yasumitsu - 4 kỳ | Tanigawa Kōji - 41 kỳ                    |
| Liên tiếp          | Habu Yoshiharu - 12 kỳ                   | Habu Yoshiharu - 13 kỳ                   | (chưa có)                                          | Tanigawa Kōji - 39 kỳ                    |
| Trẻ nhất           | Kỳ 16: Habu Yoshiharu - 20 tuổi 172 ngày | Kỳ 16: Habu Yoshiharu - 20 tuổi 141 ngày | Kỳ 16: Habu Yoshiharu - 20 tuổi 141 ngày           | Kỳ 43: Fujii Sōta - 15 tuổi 36 ngày      |
| Già nhất           | Kỳ 29: Tanigawa Kōji - 41 tuổi 349 ngày  | Kỳ 15: Ōyama Yasuharu - 66 tuổi 340 ngày | Kỳ 15: Ōyama Yasuharu - 66 tuổi 340 ngày           | Kỳ 17: Ōyama Yasuharu - 68 tuổi 140 ngày |
| Nhanh nhất         | Kỳ 16: Habu Yoshiharu - 5 năm 90 ngày    | Kỳ 45: Honda Kei - 1 năm 123 ngày        | Kỳ 45: Honda Kei - 1 năm 123 ngày                  | -                                        |
| Kỳ thủ nữ đầu tiên | (chưa có)                                | (chưa có)                                | (chưa có)                                          | Kỳ 48: Satomi Kana                       |

(tất cả các mục dưới đây đều bao gồm các kỳ giữ danh hiệu Kỳ Vương)
| Kỳ thủ              | Sở hữu danh hiệu | Sở hữu danh hiệu | Tham gia loạt 5 ván | Tham gia loạt 5 ván | Tiến vào top 4 vòng XĐKCG | Tiến vào top 4 vòng XĐKCG | Ghi chú           |
| Kỳ thủ              | Tổng cộng        | Liên tiếp        | Tổng cộng           | Liên tiếp           | Tổng cộng                 | Liên tiếp                 | Ghi chú           |
| ------------------- | ---------------- | ---------------- | ------------------- | ------------------- | ------------------------- | ------------------------- | ----------------- |
| Habu Yoshiharu      | 13               | 12               | 17                  | 13                  | 23                        | 15                        | Vĩnh thế Kỳ Vương |
| Watanabe Akira      | 10               | 10               | 12                  | 11                  | 12                        | 11                        | Vĩnh thế Kỳ Vương |
| Yonenaga Kunio      | 5                | 4                | 7                   | 7                   | 8                         | 7                         |                   |
| Kubo Toshiaki       | 3                | 3                | 5                   | 4                   | 8                         | 4                         |                   |
| Tanigawa Kōji       | 3                | 1                | 6                   | 4                   | 10                        | 4                         |                   |
| Satō Yasumitsu      | 2                | 2                | 6                   | 4                   | 13                        | 4                         |                   |
| Minami Yoshikazu    | 2                | 2                | 5                   | 4                   | 8                         | 7                         |                   |
| Katō Hifumi         | 2                | 2                | 3                   | 3                   | 3                         | 3                         |                   |
| Nakahara Makoto     | 1                | 1                | 3                   | 2                   | 11                        | 2                         |                   |
| Gōda Masataka       | 1                | 1                | 3                   | 2                   | 10                        | 4                         |                   |
| Moriuchi Toshiyuki  | 1                | 1                | 3                   | 2                   | 6                         | 3                         |                   |
| Takahashi Michio    | 1                | 1                | 3                   | 2                   | 5                         | 2                         |                   |
| Kiriyama Kiyozumi   | 1                | 1                | 2                   | 2                   | 7                         | 3                         |                   |
| Maruyama Tadahisa   | 1                | 1                | 2                   | 2                   | 6                         | 2                         |                   |
| Ōuchi Nobuyuki      | 1                | 1                | 2                   | 2                   | 2                         | 2                         |                   |
| Fujii Sōta          | 1                | 1                | 1                   | 1                   | 1                         | 1                         |                   |
| Moriyasu Hidemitsu  | 0                | 0                | 2                   | 1                   | 5                         | 5                         |                   |
| Ōyama Yasuharu      | 0                | 0                | 2                   | 1                   | 4                         | 3                         |                   |
| Nagase Takuya       | 0                | 0                | 2                   | 1                   | 4                         | 2                         |                   |
| Morishita Taku      | 0                | 0                | 2                   | 1                   | 3                         | 1                         |                   |
| Hirose Akihito      | 0                | 0                | 1                   | 1                   | 7                         | 3                         |                   |
| Satō Amahiko        | 0                | 0                | 1                   | 1                   | 5                         | 4                         |                   |
| Miura Hiroyuki      | 0                | 0                | 1                   | 1                   | 3                         | 2                         |                   |
| Itodani Tetsurō     | 0                | 0                | 1                   | 1                   | 3                         | 2                         |                   |
| Naitō Kunio         | 0                | 0                | 1                   | 1                   | 2                         | 1                         |                   |
| Takashima Hiromitsu | 0                | 0                | 1                   | 1                   | 1                         | 1                         |                   |
| Chida Shōta         | 0                | 0                | 1                   | 1                   | 1                         | 1                         |                   |
| Honda Kei           | 0                | 0                | 1                   | 1                   | 1                         | 1                         |                   |

| Kỳ thủ         | Số kỳ tham gia | Liên tiêp | Kỳ               | Số ván thắng nhiều nhất |
| -------------- | -------------- | --------- | ---------------- | ----------------------- |
| Shimizu Ichiyo | 9              | 6         | 21-26, 31-32, 36 | 0                       |
| Satomi Kana    | 6              | 5         | 37, 45-49        | 5                       |
| Nakai Hiroe    | 4              | 2         | 20, 27, 29-30    | 1                       |
| Yauchi Rieko   | 3              | 3         | 33-35            | 1                       |
| Katō Momoko    | 3              | 3         | 42-44            | 0                       |
| Ueda Hatsumi   | 2              | 2         | 38-39            | 1                       |
| Saida Haruko   | 1              | 1         | 28               | 0                       |
| Kai Tomomi     | 1              | 1         | 40               | 1                       |
| Kagawa Manao   | 1              | 1         | 41               | 1                       |

| Kỳ thủ             | Số kỳ tham gia | Liên tiêp | Kỳ         | Số ván thắng nhiều nhất |
| ------------------ | -------------- | --------- | ---------- | ----------------------- |
| Yokoyama Daiki     | 3              | 2         | 44, 48-49  | 1                       |
| Hayasaki Masakazu  | 3              | 1         | 23, 29, 39 | 1                       |
| Suzuki Jun'ichi    | 2              | 2         | 20-21      | 0                       |
| Yamada Atsumoto    | 2              | 2         | 30-31      | 0                       |
| Watanabe Ken'ya    | 1              | 1         | 22         | 0                       |
| Kiriyama Takashi   | 1              | 1         | 24         | 0                       |
| Tajiri Takashi     | 1              | 1         | 25         | 0                       |
| Segawa Shōji       | 1              | 1         | 25         | 0                       |
| Kaihara Kōji       | 1              | 1         | 27         | 0                       |
| Nagaoka Toshikatsu | 1              | 1         | 28         | 0                       |
| Asada Takushi      | 1              | 1         | 32         | 1                       |
| Yamada Yōji        | 1              | 1         | 33         | 0                       |
| Shizugami Tōru     | 1              | 1         | 34         | 2                       |
| Komaki Tsuyoshi    | 1              | 1         | 35         | 2                       |
| Yamasaki Yutarō    | 1              | 1         | 36         | 0                       |
| Inoue Tetsuya      | 1              | 1         | 37         | 0                       |
| Imaizumi Kenji     | 1              | 1         | 38         | 0                       |
| Kaku Hiroyoshi     | 1              | 1         | 40         | 2                       |
| Gusukuma Haruki    | 1              | 1         | 41         | 1                       |
| Koyama Reo         | 1              | 1         | 42         | 1                       |
| Amano Keigo        | 1              | 1         | 43         | 0                       |
| Suzuki Hajime      | 1              | 1         | 45         | 0                       |
| Nakagawa Keigo     | 1              | 1         | 46         | 0                       |